# Iontha ida
Iontha ida là một loài bướm đêm trong họ Noctuidae.